# Arduin Glaber
Arduin Glaber, (también Arduin II, Arduino Glabrio o Arduino el Calvo) († 977), fue conde de Auriate desde 935 y marqués de Turín desde 962.
Arduin era el hijo mayor de Roger, conde de Auriate, a quien sucedió a su muerte. Pero poco después de heredar, sus tierras fueron invadidas por los sarracenos, que llegaron a ocupar el valle de Susa. Consiguió expulsarles y conquistó Turín, que convirtió en su capital en 941, cuando el rey de Italia, Hugo de Arlés reorganizó el territorio y creó la marca de Turín (marca Arduinica) y le nombró su gobernante. Después, Arduin conquistó Albenga, Alba, y Ventimiglia. Fue nombrado marqués en 962. 
Arduin se casó con una dama llamada Emilia o Immula Tuvieron dos hijas: Alsinda, que se casó con Giselberto II de Bérgamo; y Richilda, que se casó con Conrado de Ivrea. Arduin fue sucedido por su hijo primogénito Manfredo I de Turín. Tuvo otros dos hijos más llamados Arduin y Otón.